# Dubte metòdic
El dubte metòdic (també anomenat dubte cartesià, escepticisme cartesià, escepticisme metodològic, dubte universal o dubte hiperbòlic) és una forma d'escepticisme metodològic associat amb les obres i metodologia de René Descartes (1596-1650). Es tracta d'un procés sistemàtic que consisteix a ser escèptic sobre la veritat de les creences d'un mateix, la qual cosa ha esdevingut un mètode particular en filosofia. Aquest mètode de dubte fou popularitzat a bastament en la filosofia occidental per Descartes, qui cercava dubtar sobre totes les seves creences amb l'objectiu de poder determinar quines d'aquestes podia estar segur que eren certes.
El dubte metòdic es distingeix de l'escepticisme filosòfic pel fet que, mentre que el primer defensa que cal examinar totes les proposicions de coneixement amb l'objectiu de distingir les certes de les falses, el segon qüestiona la possibilitat d'un coneixement pur.

## Descripció
Exigir un punt de partida absolutament veritable obliga a un llarg procés de crítica i eliminació de tots els coneixements que fins ara eren considerats veritables, però que, tanmateix, no tenen una certesa absoluta que estigui més enllà de qualsevol possibilitat de dubte, per molt radical i extrema que sigui. El primer pas ha de ser dubtar de tot el que hom creu i rebutjar inicialment tot allò del que sigui possible dubtar. La sola possibilitat de dubtar ja serà motiu suficient perquè una opinió o creença que fins aquell moment s'hagi considerat veritable quedi rebutjada i en suspens fins a veure si s'ajusta al nivell de la raó.
Aquest primer pas s'anomena dubte metòdic i és el resultat de l'aplicació del primer precepte del mètode: "no admetre mai cap cosa com a veritable fins que no la conegués amb evidència". Aquest dubte no ha de ser considerat com a real, sinó com un instrument metòdic per assolir el seu objectiu: trobar una veritat que pugui ser el punt de partida de l'edifici del coneixement.
Tres són els motius de dubte adduïts per Descartes:
- Dubte sobre la fiabilitat dels sentits o dubte sobre el món sensible.
- La hipòtesi del son, o la impossibilitat de distingir la vigília del son.
- La hipòtesi del geni maligne o dubte hiperbòlic.

### Dubte sobre la fiabilitat dels sentits
Els sentits posen en contacte amb el món material i proporcionen un coneixement de coses que se solen acceptar com a veritables. Els sentits, però, de vegades enganyen.
| « | Tot allò que jo he admès fins al moment present com allò més veritable i segur, ho he après dels sentits o pels sentits. Ara bé, he comprovat alguna vegada que aquests sentits eren enganyadors, i és usar la prudència no confiar mai del tot en aquells que ens han enganyat un cop. | » |
| — René Descartes, Meditacions Metafísiques (Meditació Primera: De les coses que hom pot posar en dubte) | |   |

Hi ha un gran nombre d'il·lusions i alteracions perceptives com quan es submergeix un pal a l'aigua i es veu doblegat; això no obstant, se sap que està sencer. O veure les coses alterades per la distància o una altra circumstància, com quan es veu des de lluny una torre rodona que després es descobreix que és quadrada. Igualment hi ha altres al·lucinacions i altres alteracions de la percepció que fan percebre com a veritables o existents "realitats" que no ho són en absolut. Aquests fets són innegables, però es dubtarà sobre en quina mesura són suficients per rebutjar per complet la percepció sensible com a font de coneixement o de concloure d'aquestes experiències que els sentits enganyen sempre.

### Hipòtesi del son: impossibilitat de distingir el somni de la vigília
Tant quan s'està dormint, com quan s'està despert, no es poden distingir els dos estats. De vegades dona la sensació que sí que es poden distingir, perquè quan s'està adormit els somnis són menys intensos, com estant en una nebulosa, però quan es tenen malsons les sensacions s'intensifiquen com si fossin reals. A més, considerant que ja s'ha estat enganyat pels sentits, qui assegura que mentre estem llegint això no s'està adormit? Perquè en alguns somnis s'ha somiat el mateix que en la realitat: que s'està davant del foc, amb el paper a les mans... Descartes conclou que no es pot distingir el somni de la vigília.